# Junta homocinética

Animação gráfica de uma junta homocinética.

Uma junta homocinética, junta de velocidade constante, junta VC, ou JVC, é uma junta (acoplamento elástico) com a finalidade de transmitir movimento entre árvores permitindo que formem ângulos entre si.
Construída com uma cúpula e com esferas em rolamentos, foi inventada com a intenção de substituir as juntas universais, apresentando um desempenho superior ao dessas. 

## Composição
A junta homocinética é constituída por:
- veio transmissor;
- esferas de aço numa cúpula. As esferas rolam em rolamentos próprios;
- rolamentos;
- cúpula e veio transmitido, parte do cubo da roda.

Para uma junta homocinética {\displaystyle \omega _{2}=\omega _{1}} qualquer que seja o ângulo {\displaystyle \beta }.

## Kits de reparação
As juntas homocinéticas de aplicação automotiva costumam ser comercializadas na forma de kit de reparação de junta homocinética que incluem peças relacionadas como travas, abraçadeiras, graxa, fole, rolamentos, flanges, porcas e contrapinos.

## Galeria de imagens

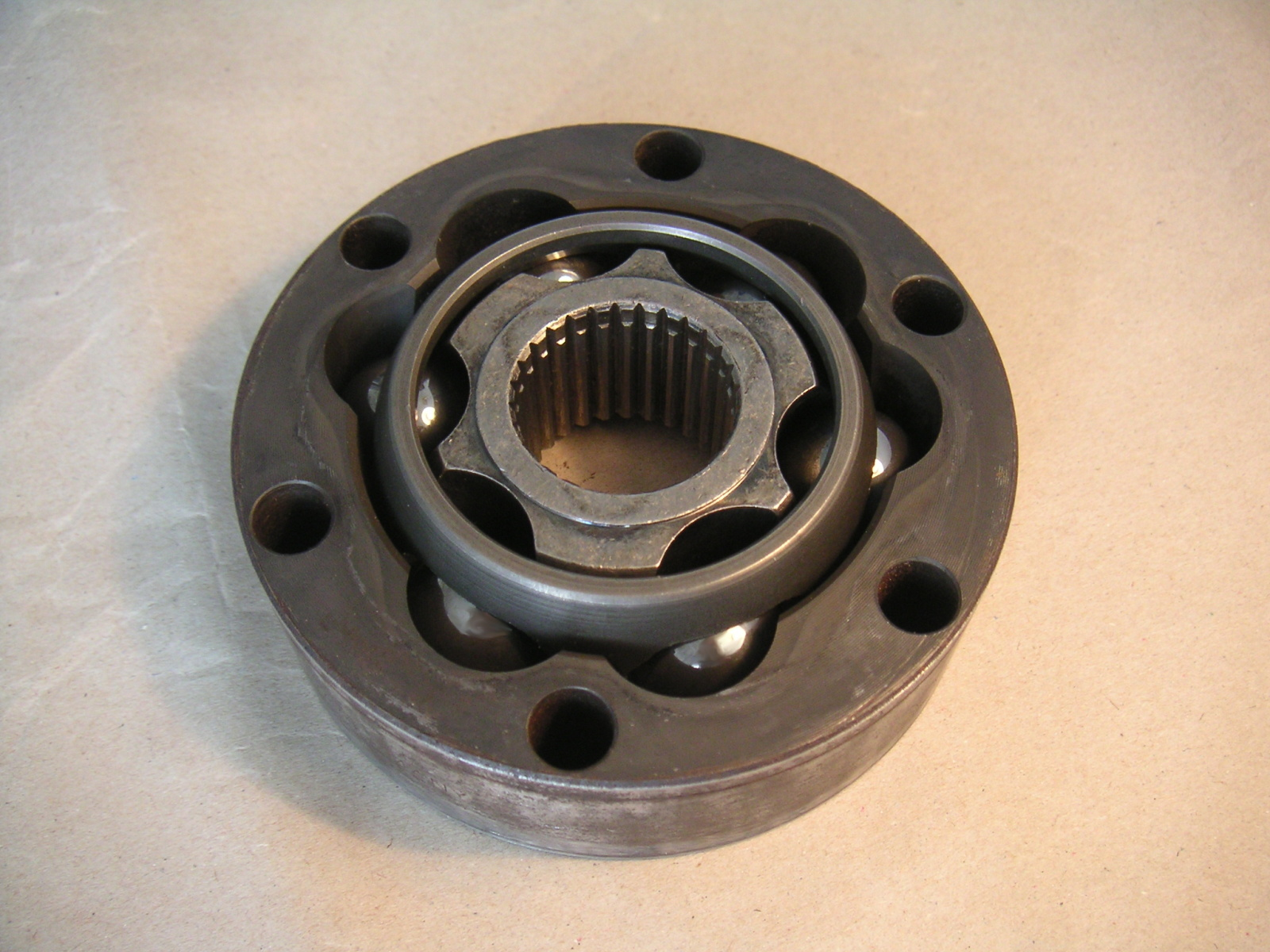
Junta homocinética.
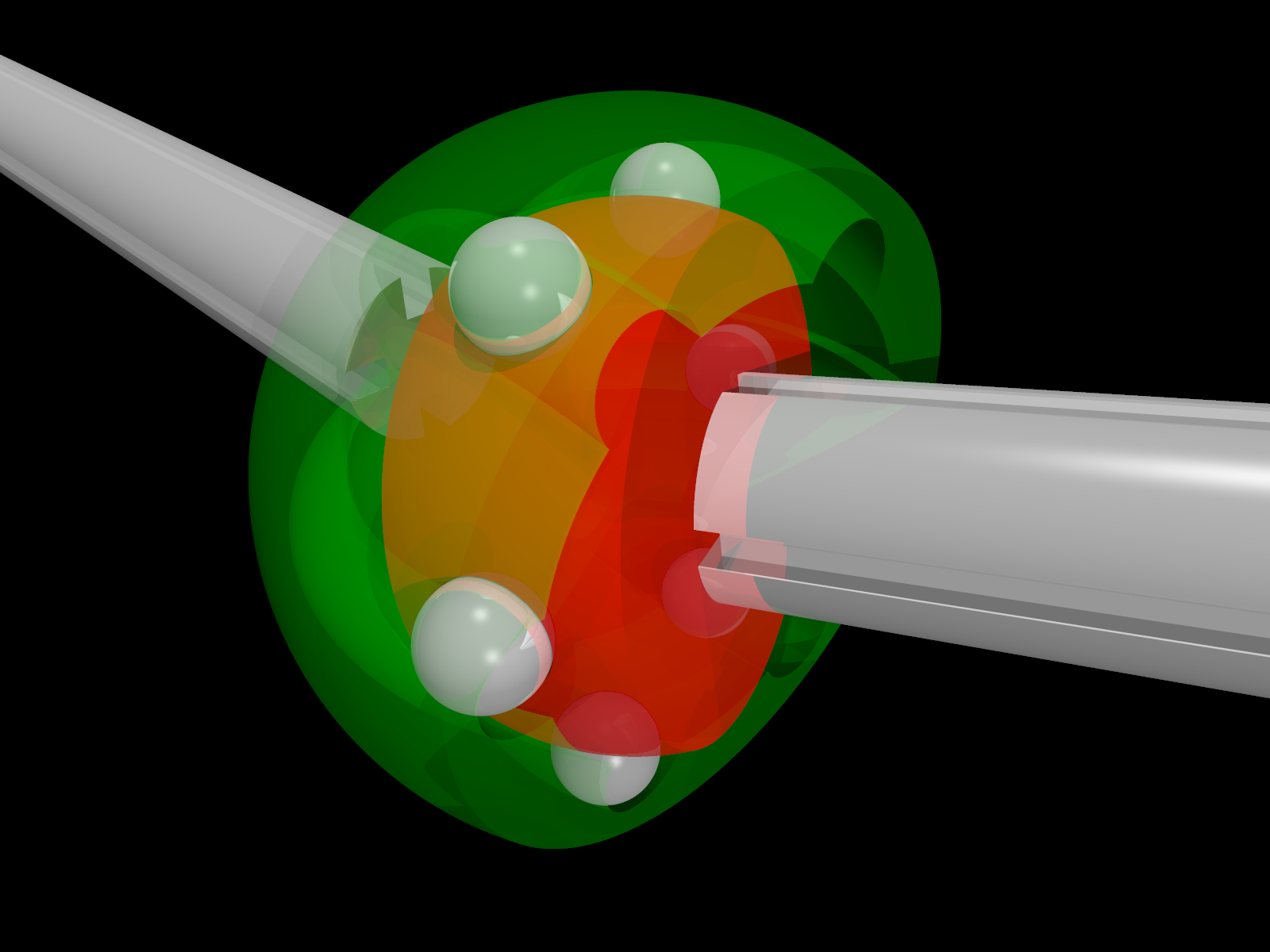
Representação gráfica de uma junta homocinética parada.
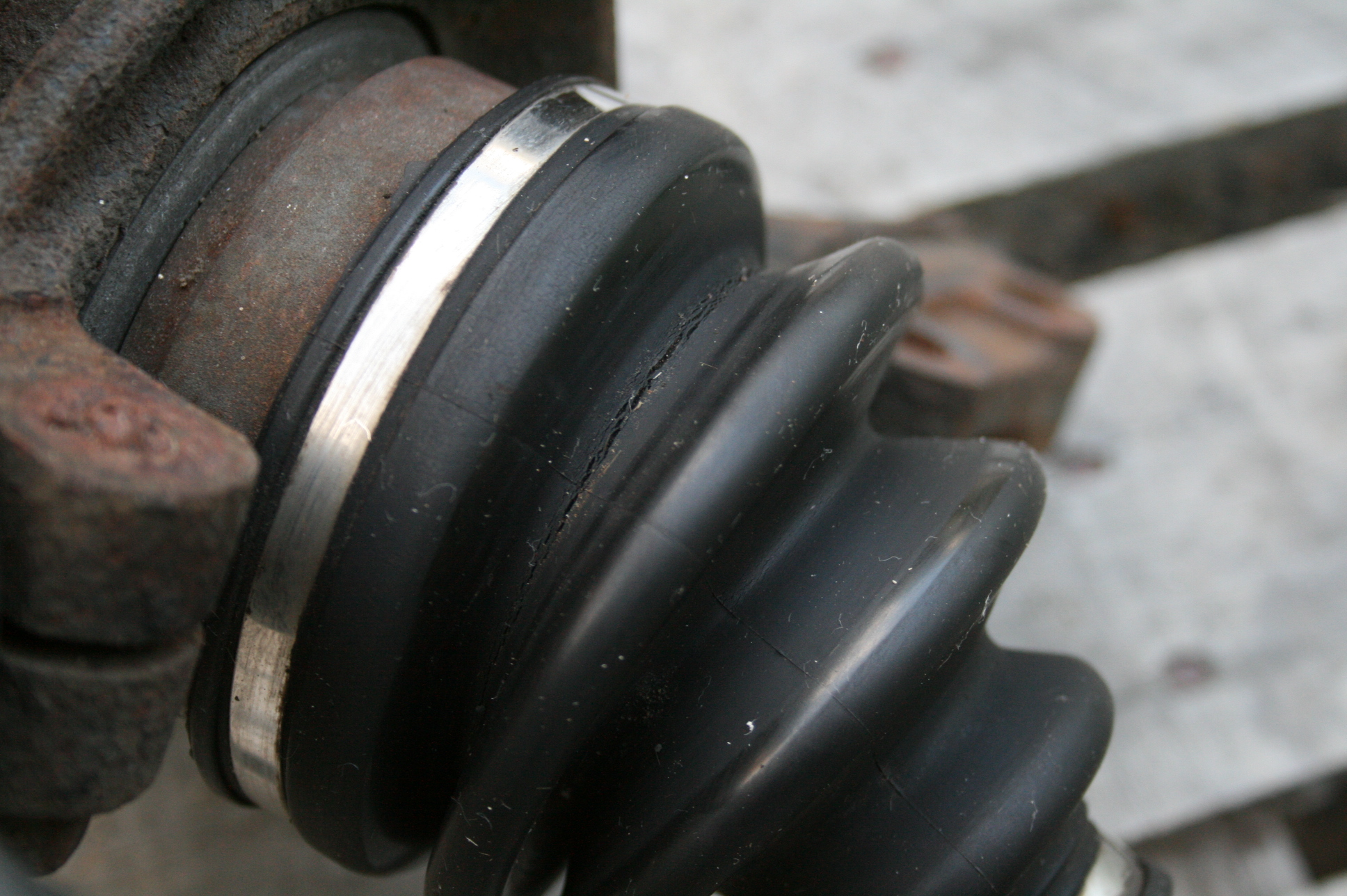
Rachaduras encontradas na coifa de uma junta homocinética danificada.